# Stenocactus crispatus
Stenocactus crispatus es una especie de planta de flores perteneciente a la familia Cactaceae. 

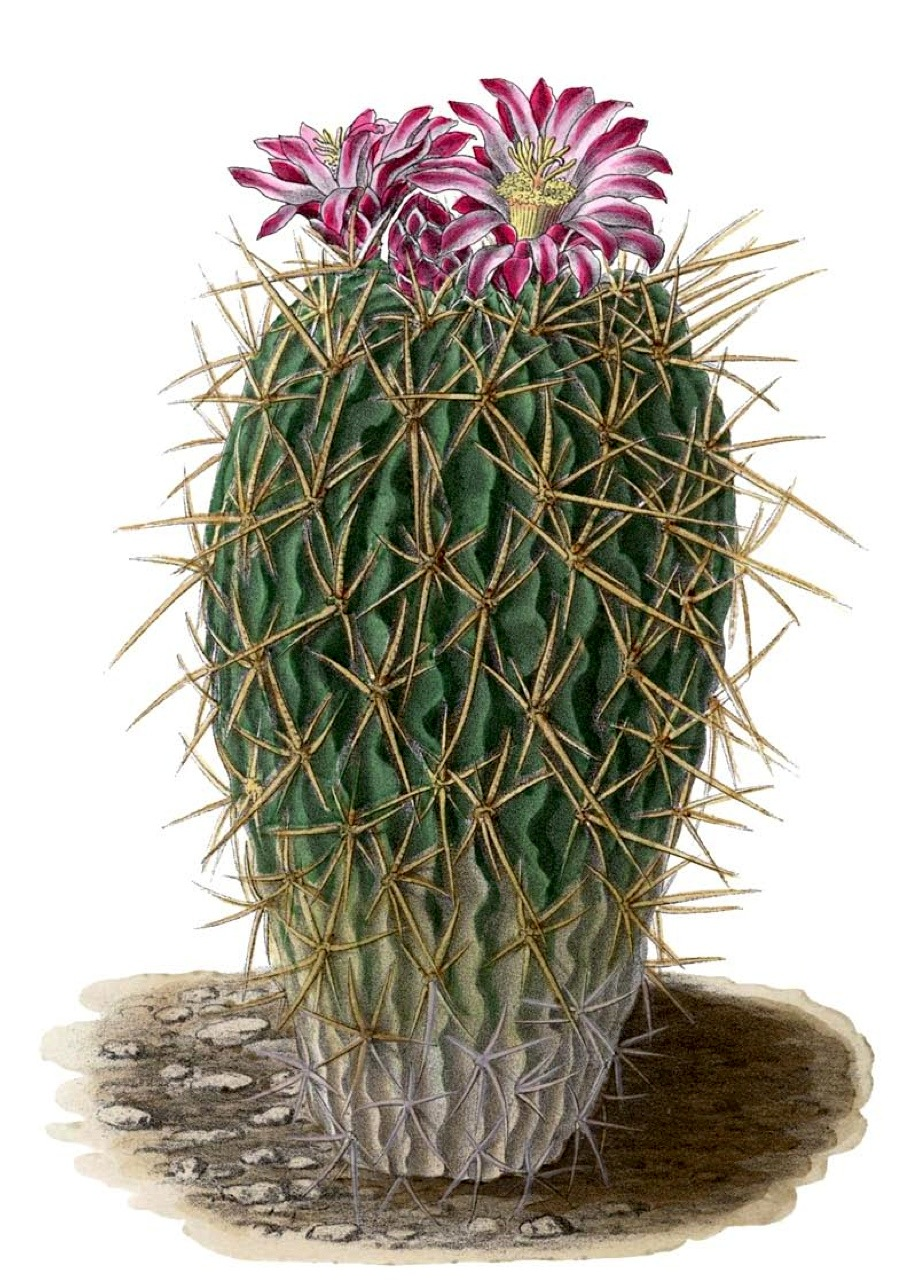
Ilustración

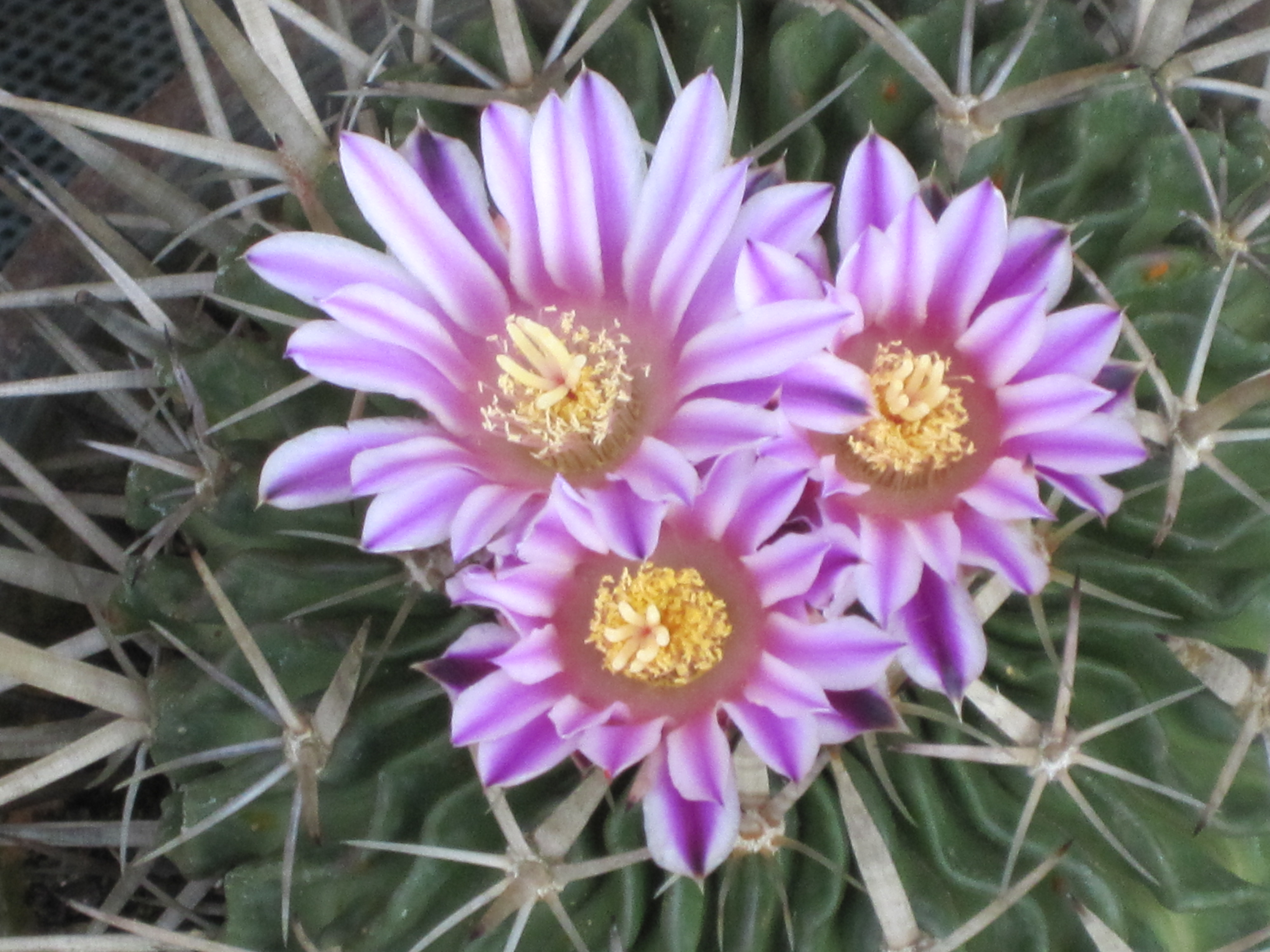
Flores

## Distribución y hábitat
Es endémica de México en Oaxaca, Puebla, Zacatecas. Su hábitat natural son los áridos desiertos.  Es una especie extendida por todo el mundo como planta ornamental.

## Descripción
Es una planta perenne  con tallo esférico deprimido, amarillo-verde a verde oscuro  y alcanza un diámetro de 8 a 10 centímetros. Las 25 a 60 costillas, más o menos onduladas están algo encorvadas. Las espinas son desiguales y muy variables en el número, son rectas y rígidas son un color blanco a amarillo o marrón. Las tres y nueve espinas centrales son de entre 10 y 65 milímetros de largo. Los 2 a 10 espinas radiales alcanzan longitudes 4-28 milímetros. Las flores son de color violeta púrpura, por lo general aparece en las puntas de los brotes y miden de 2 a 4 centímetros de largo y tienen una forma de tubo  escamosa claramente pronunciada. La floración se encuentran en dos filas.

## Taxonomía
Stenocactus crispatus fue descrita por  A.Berger ex A.W.Hill y publicado en Index Kewensis 8: 228. 1933.
Etimología
Stenocactus: nombre genérico que deriva de las palabras griegas: στενός stenos que significa "estrecho",  en referencia a las costillas, que son muy delgadas en la mayoría de las especies de este género.
crispatus: epíteto latíno que significa "con rizos"
Sinonimia
- Echinocactus crispatus
- Echinofossulocactus crispatus
- Ferocatus crispatus
- Echinocactus dichroacanthus
- Echinofossulocactus dichroacanthus
- Stenocactus dichroacanthus